# Шабаниха (приток Колтырака)
Шабаниха — река в Кемеровской и Новосибирской областях России. Устье реки находится в 10 км по правому берегу реки Колтырак. Длина реки составляет 15 км.

## Данные водного реестра
По данным государственного водного реестра России относится к Верхнеобскому бассейновому округу, водохозяйственный участок реки — Иня, речной подбассейн реки — бассейны притоков (Верхней) Оби до впадения Томи. Речной бассейн реки — (Верхняя) Обь до впадения Иртыша.